# RGM-79系列机动战士

RGM-79 GM

RGM-79 GM（吉姆）是日本动画片机动战士GUNDAM系列中出现的一种虚构兵器。它是该动画片世界观中主力兵器机动战士的一种。

## 发展历史
RGM-79 GM是一年战争中地球联邦军获得的第一种真正意义上的量产型机动战士。GM以RX-78 GUNDAM为基础，在战争中与RB-79鋼球一同量产，以与吉翁公国的MS部队相抗衡。
在原作本編中只有出現吉姆、吉姆Ⅱ、吉姆Ⅲ。外傳OVA（0080、0083、08小隊、MS IGLOO）及MSV等後來追加的其他吉姆。
安彥良和作品「機動戰士GUNDAM THE ORIGIN」中阿姆羅也對吉姆有些不滿。
以RX-78-2 GUNDAM的标准来看，GM的性能較為低下。主因為聯邦量產GM的時間和V作戰同時進行，而V作戰的最新研究資料以及主要工程人員因Side 7遇襲下失蹤而未能趕及到達聯邦手上配合生產線的進度。聯邦被逼先使用RX-78的不良品零件（因為RX-78生產時要求規格很高，因此不良品規格還是非常的高水平）先行生產RX-79 GUNDAM量產檢討機／原型GM，然後以簡化腳部零件生產宇宙用的少數量產型RGM-79[E]以及地面戰專用的RGM-79[G]和後來根據前線作戰人員提議改造的RX-79[G]來進行測試和生產線的確立。因流用很多RX系列的不良品，因此難以自簡化量產的GM中調用零件來保充戰損。
GM標準光束装备為小型光束噴枪（GM噴槍），这种步枪是GUNDAM所装备的光束步枪縮短版本，主要是縮減了前端米加粒子集束段，減少生產時間和成本，雖然在短距的威力一樣甚至有稱為更高，但是因為集束部份較短，所以光束的擴散較快，有效射程減短，而且就像是短倍徑的火炮一樣，散佈界較廣。不过对于吉翁早期的老式MS，GM噴枪仍可有效击穿其装甲。GM的標準實彈武器包括100mm和90mm机关枪，或一个380mm火箭炮。在近身作战时，GM使用一把光束剑；陸戰型GM和一些後期GM则可能像GUNDAM一样拥有两把。GM的另一种武器是两门固定于头部的60mm火神炮，它们起到一种近程防御和火力支援的作用。在开始量产时，大多数出厂的GM使用100mm机关枪作为主武器，因为高技术光束噴枪还无法实现大规模生产。但到了星一号作战和所罗门战役的时候，大部分GM已经装备光束噴枪，不過殖民星內使用的RGM-79G GM指揮型則為免破壞殖民星壁面而還是使用90mm機關槍。少数高性能GM拥有GUNDAM使用的那种高價的光束步枪，亦有噴槍和步槍之間的光束槍變種存在。另外亦有一些武器是供特殊任務如狙擊使用，這些武器並沒有大量生產，而只有在任務時特別配給，如吉姆SC與狙擊型吉姆II的狙擊步槍（實彈）和長距離光束步槍。
与吉翁舊式MS如II相比，GM的性能较为优秀，但是卻追不上使用熱核氣墊的MS-09，在宇宙中則還是較MS-09R有更好的性能。GM的装甲由钛合金材料构成，这种装甲的優點在於其較輕的重量，同時又能給予比同重的鋼高40%的強度。
在GM正式服役之后，它在与吉翁的制式装备MS-06F/J的战斗中基本处于优势。联邦依靠其混用傳統兵器如61式坦克和機動戰士以人海战术就压倒了对手。但是實際上在整場一年戰爭中，聯邦所生產的GM數量遠較吉翁為少，單就性能數值來看，RGM-79的帳面宇宙戰性能亦遠較MS-05, 06, 09R為優越，甚至能夠和MS-14A比較。但是聯邦的技術優勢只維持至吉翁的統合整備計劃為止，即使性能水平最高的GM，RGM-79SP在性能上亦比不上此計劃中的MS-14Jg 蓋古克JG。主因是統合整備計劃的機體都放棄續戰時間而把著眼點放在爆發性的短期戰上面。不過統合整備計劃中的高性能機體數量相對上不多，只有性能相對上接近一般GM的06FZ和06F2較多。
GM系列最初的设计方案是由LUNA2號基地研發的RGM-79[E] 先行量產型GM，这是一种更接近于GUNDAM而不是GM的MS。由于无法控制成本，先行量產型的设计被更便宜但性能低下的标准型GM所取代。在一年战争时期，GM通常与RB-79搭配作战。
一年戰爭結束後，雖然吉翁公國已投降，但暗中潜伏的吉翁殘黨数量還是相當的多，聯邦軍對此十分注意。為了對付潜伏的吉翁殘黨，联邦實行了“聯邦軍再建計畫”。“聯邦軍再建計畫”的内容包括了軍隊整合、擴建、現代化建設等内容，並以聯邦宇宙軍為優先進行事項。然而由於長年處於作戰狀態，聯邦在戰後的經濟幾近破產，使得聯邦在開發新型MS上問題重重，舊有的MS以GM系列為主，大多存在着外接裝置、零件、武器接口無法通用等問題，GM系統也存在着賈布羅系和LUNA2系（即RGM-79[E] 先行量產型GM）兩種，在此情况下，聯邦軍開始進行“GM强化計畫”，並作為“聯邦軍再建計畫”的一部分執行。
“GM强化計畫”的内容包括统一外接装置、零件、武器接口，统一賈布羅系和LUNA2系兩種技術，以舊GM為基礎，改善舊GM的缺點，並增强性能，以最低廉的資源做最大的性能提升。
在UC 0080年初时基本型的RGM-79 GM被升级成了RGM-79R GM II，然後在UC 0088第一次新自護抗爭的時段中聯邦軍使用再升級的RGM-86R GM III。
在UC0087 的格雷普斯戰爭中，安納海姆電子公司開發出新式的量產型MS MSA-003雷姆，供幽谷組纖使用，雷姆在該戰爭中所表現的性能比GM II更優秀，該機種對各種地形、氣候及環境的適應力十分強，所以在該戰爭後，安納海姆電子公司以雷姆的經驗再混合GM的技術，開發出RGM-89傑剛，成為聯邦取代GM系列的主力量產型MS，活躍於UC 0093的第二次新自護抗爭（《逆襲之夏亞》）及UC 0096的拉普拉斯事件（《機動戰士高達UC》）中。而且在UC計劃裡，安納海姆電子公司以RGM-89為基礎，製作出RGM-96X傑斯塔，是進行RX-0獨角獸高達的支援任務及特種作戰用之少量生產高性能MS。
可是在UC 0123的死亡先鋒軍起事（《機動戰士高達F91》的時代）的時候，老舊的傑剛不敵死亡先鋒軍新型的縮小化MS。
GM系列的最终型号是U.C.223年间（G-Saviour的时代）的RGM-196 Freedom。

## 主要型号
- RGM-79C GM改
- RGM-79CR 高机动型GM改
- RGM-79D GM寒冷地区型／寒地戰GM
- RGM-79[E] 先行量產型GM
- RGM-79F GM Land Combat
- RGM-79FP GM打擊型
- RGM-79G GM指挥官型
- RGM-79GS GM 宇宙戰指揮官用型
- RGM-79[G] 陆战型GM
- RGM-79[G] 狙击用陆战型GM
- RGM-79L 轻装甲型GM
- RGM-79N GM特装型
- RGM-79Q GM鎮暴型
- RGM-79R GM II
- RGM-79SC GM狙击型特装型
- RGM-79SP GM狙击型II 
  - RGM-79S SPARTAN
- RGM-79SP 沙漠型GM
- RGM-86R GMIII
- RGM-89 傑鋼
  - RGM-89A2 (GR) 傑鋼A2型（雷比爾將軍號）
  - RGM-89B 傑鋼B型
  - RGM-89D 傑鋼D型
  - RGM-89De 傑鋼D型（ECOAS專用）
  - RGM-89S 武裝強化型傑鋼
- RGM-96X 傑斯塔
  - RGM-96X 傑斯塔炮戰型
  - RGM-96X 傑斯塔預警型
  - RGM-96Xs 傑斯塔凱撤隊專用型

## 外部連結
- 卒有出頭天HCM-Pro RGM-79 G（页面存档备份，存于），太陽報。
- RGM系列研究室（页面存档备份，存于）